# Koliganek
Koliganek is een plaats (census-designated place) in de Amerikaanse staat Alaska, en valt bestuurlijk gezien onder Dillingham Census Area.

## Demografie
Bij de volkstelling in 2000 werd het aantal inwoners vastgesteld op 182.

## Geografie
Volgens het United States Census Bureau beslaat de plaats een oppervlakte van
32,4 km², waarvan 32,3 km² land en 0,1 km² water.

## Plaatsen in de nabije omgeving
De onderstaande figuur toont nabijgelegen plaatsen in een straal van 96 km rond Koliganek.